# Josef Skupa

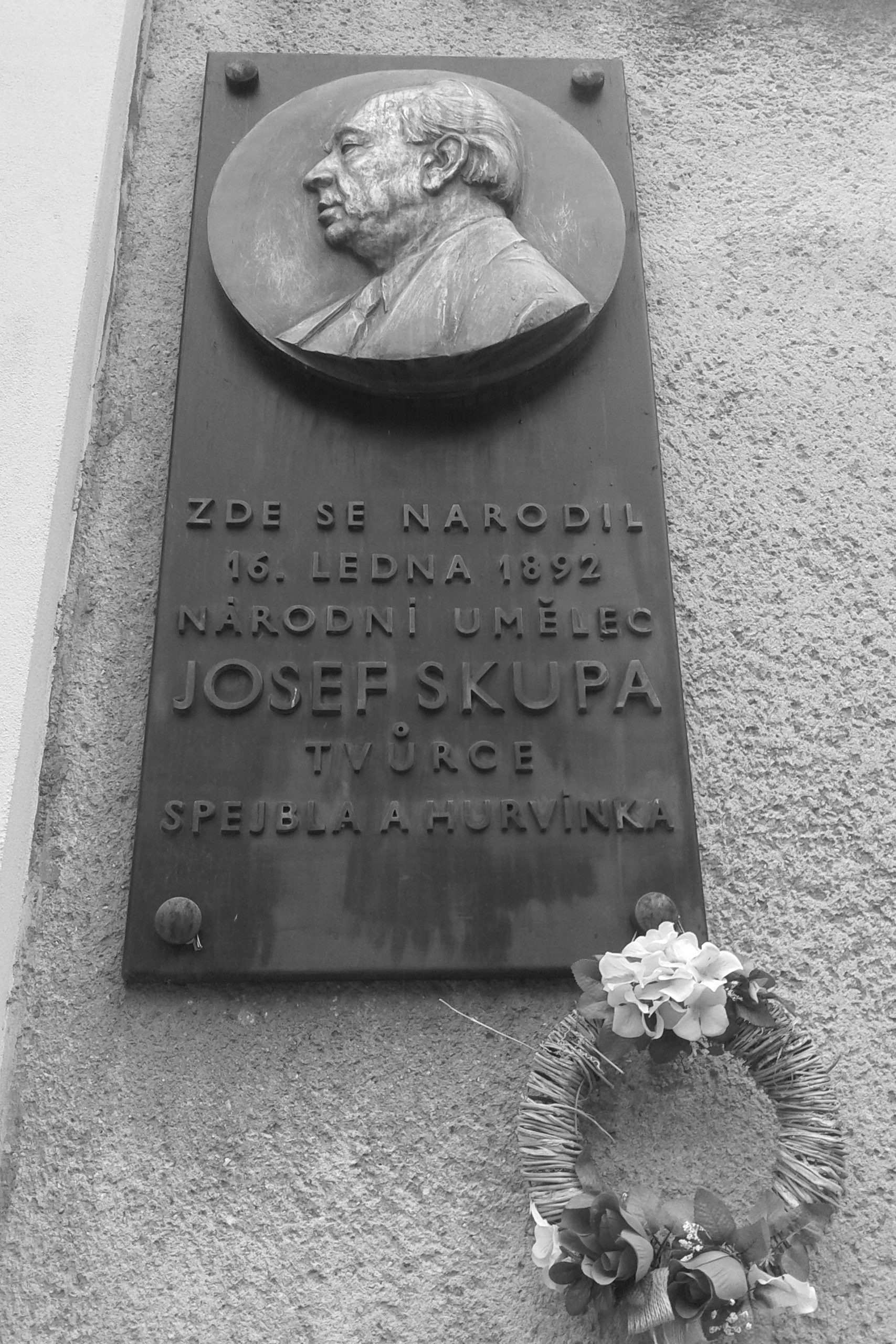
Placa commemorativa del Prof. Skupa a la plaça Velké a Strakonice.

Josef Skupa (Strakonice, 16 de gener de 1892, – 8 de gener de 1957, Praga) va ser un titellaire txec, fundador del Teatre Spejbla i Hurvínek. L'any 1948 va rebre el títol d'Artista Nacional de Txecoslovàquia.

## Biografia

### Joventut
Josef Skupa va néixer a Strakonice, fill d'un gendarme. Va passar part de la seva infantesa a Mladějovice, on el seu oncle treballava com a director. Skupa va mostrar talent per al teatre de titelles des de la infància, i també dibuixava bé. Va fer els seus primers espectacles de titelles en decorats fets per ell mateix amb titelles de paper. La família es va traslladar més tard a Plzeň, on va assistir a l'escola de gramàtica. L'any 1915 va completar els seus estudis a l'Escola d'Arts Aplicades de Praga i esdevingué professor de dibuix i matemàtiques de secundària. No obstant això, aviat va haver d'enrolar-se a l'exèrcit per participar en la Primera Guerra Mundial. Tanmateix, per motius de salut, aviat va ser traslladat d'Hongria a Pilsen, on va treballar al departament de censura militar. Allí també va establir una col·laboració amb el Teatre Municipal (per al qual, per exemple, va dissenyar escenografies) i més tard amb el Teatre de titelles amateur de Ferialnih osad (fundat el 1913), sota la direcció del titellaire popular Karla Novák.

### Teatre amateur

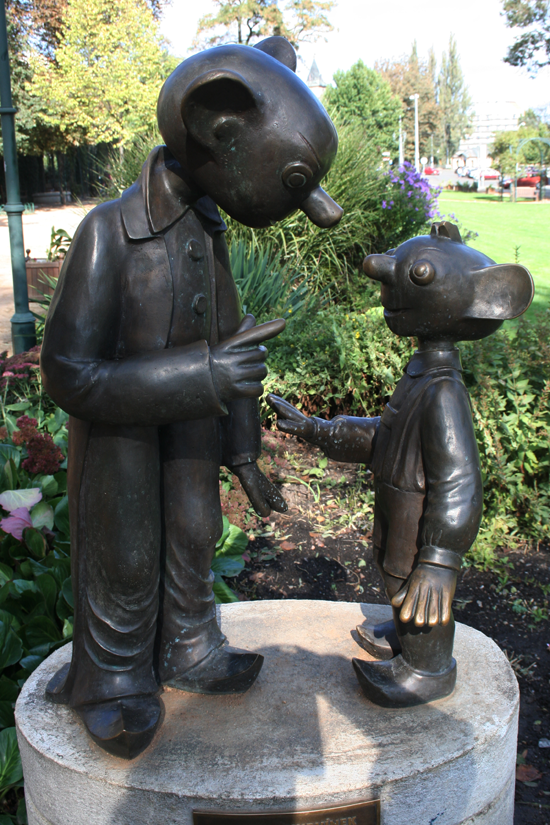
Spejbl i Hurvínek - Memorial de Pilsen en honor a Josef Skupa

Skupa va mostrar un talent considerable i entusiasme al teatre i es va convertir molt ràpidament en una figura destacada. La majoria de les vegades actuava amb el titella tradicional Kasperle, però el 1919 va encarregar al titellaire Karel Nosko un titella d'orelles estranyes segons el seu disseny, que se suposava que es convertiria en una caricatura d'una persona astuta. El titella es va anomenar Spejbl i Skupa va actuar amb ell per primera vegada a la tardor de 1920. Spejbl va actuar més sovint amb Kasperle, convertint-lo en víctima dels seus trucs.
El 12 de juny de 1920, Skupa es va casar amb Jiřina Schwarzová, la filla d'un conseller de finances. El seu matrimoni va romandre sense fills, però l'esposa de Skupa es va entusiasmar amb el teatre del seu marit i el va recolzar en la seva obra fins al final de la seva vida. L'ajudava amb la preparació escènica i va ser la directora d'Hurvínek durant molts anys.
Skupa va decidir enriquir el conjunt amb un altre titella i l'any 1923 va fer que el personatge de Švejk fos fet per Gustav Nosek, nebot de Karel Nosko, amb qui va actuar amb èxit durant tres temporades. Com a resultat, el seu titella Spejbla es va trobar fora de l'escena principal del teatre durant un temps, perquè no era un bon partit per a Švejk o, de fet, per a Kašpárek. El 1926, Gustav Nosek va produir una espècie de còpia reduïda i millorada de Spejbl com a sorpresa per a Skupa. Skupa es va entusiasmar amb el nou titella, que aviat es va anomenar Hurvínek, i va començar a crear actuacions d'èxit en les quals Spejbl apareixia com un pare confús i ximple i Hurvínek com el seu fill astut. Hurvínek va ser dirigit inicialment pel mateix Nosek, més tard per la senyora Skupová. El teatre va esdevenir un escenari popular amb obres tant per a nens com per a adults, i Skupa va aconseguir una notorietat considerable. Amb els seus nous personatges va aparèixer a la ràdio, va gravar discs de gramòfon, i Spejbl i Hurvínek van aparèixer en forma de llibre.
El fundador del teatre, Karel Novák, va veure els èxits de Skup, però personalment no estava d'acord amb el seu concepte de teatre de titelles, i per això va decidir abandonar la companyia el 1927. Skupa es va convertir així en el nou director del teatre. Anna Kreuzmannová va ser una nova incorporació al conjunt a partir de 1929, quan es va fer càrrec de la veu de Kašpárek que anteriorment feia Skupa (que, segons Skupa, no es distingia fàcilment de Hurvínek). El 1930, es va crear per a ella el paper de la noia sorpresa i estúpida Mánička amb grans ulls. Tanmateix, Kreuzmannová sovint abandonava la companyia de teatre per motius personals (potser fins i tot durant diverses temporades), de manera que Mánička no va ser una figura permanent en el conjunt de Skupa durant molts anys.

### Teatre professional

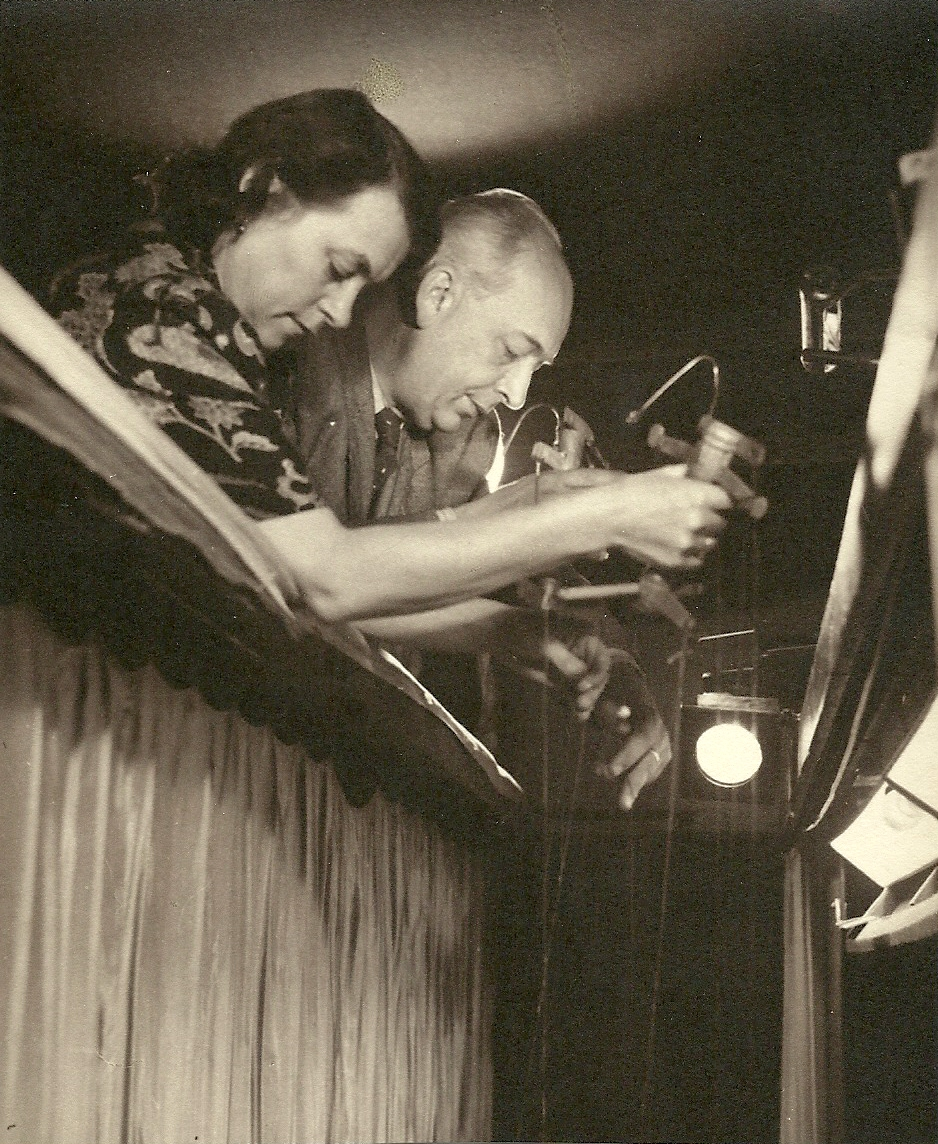
Jiřina i Josef Skup durant la representació, cap al 1940

Amb la popularittat del teatre de Skupa, l'any 1930 va decidir abandonar completament la seva professió docent i dedicar-se professionalment als seus titelles. Va esdevenir el director d'un teatre anomenat Pilsen Theatre del professor Josef Skupa, que inicialment tenia set membres. A més del seu escenari permanent a Pilsen, el teatre viatjava per tot Txecoslovàquia i va visitar l'estranger diverses vegades; fins i tot allà, però, actuava gairebé exclusivament en txec, de manera que la força de les obres presentades raïa més en els titelles que en els diàlegs. Al mateix temps, l'equip va créixer per incloure altres treballadors, per exemple, Skupa va descobrir el talentós Jiří Trnka durant una competició escolar. També es va incorporar al teatre Jan Vavřík-Rýz, que va inventar el personatge de l'àvia xerraire, la senyora Drbálková, per a les obres de Spejblovsk. Tot i que normalment interpretava papers negatius, sovint apareixien a les obres personatges similars de dones grans xerradores, i moltes dècades més tard, el quart personatge principal del teatre, la nina de Mánička, la senyora Kateřina, es va basar en elles. Els guions de les obres van ser escrits majoritàriament per Frank Wenig en cooperació amb Skupa, més tard també es van incorporar altres autors. Per descomptat, la gran majoria de les obres no tenien una història molt elaborada, però l'actuació, fins i tot en les obres menys reeixides, es salvava per l'actuació natural d'Skup i la seva admirable capacitat d'improvisació.
El 1933, Skupa va esdevenir el president de l'organització internacional de titelles UNIMA, que després va dirigir fins a la seva mort. El teatre va experimentar diverses temporades d'èxit, els seus esquetxs es van publicar en discos de gramòfon, van actuar a la ràdio, van actuar com a convidats a Praga. Amb el progrés del feixisme, les obre van començar a ser censurades. En els programes per a adults, els titelles es van convertir en comentaristes de la situació política adversa. Després de l'Acord de Múnic, Skupa i Wenig van escriure la seva obra més notable, Kolotoč o tre sposhkod, en què la mestressa Drbálková intenta usurpar el poder a la casa Spejblovice. L'obra és una al·legoria òbvia dels esdeveniments de Munic i, com a tal, és un dels actes més valents de la cultura txeca de l'època. L'obra es va estrenar el 10 de febrer de 1939, i només va tenir 56 reposicions abans de ser prohibida (ja sota el Protectorat).
Per descomptat, el teatre va continuar amb les seves activitats, però les obres de Skup van agafar un caràcter més seriós. El personatge de Spejbel també va canviar necessàriament, quan es va anar convertint gradualment en un pare afectuós. El 17 de gener de 1944, Skupa va ser arrestat per escoltar la ràdio estrangera i condemnat a cinc anys de presó a Dresden. Poc després, el teatre va ser tancat; alguns titelles van aconseguir amagar-se, però alguns van ser confiscats per la Gestapo. Skupa sovint jugava a jocs de Spejbl des de la seva cel·la amb els seus companys presoners per animar-los. El febrer de 1945, després de l'atac aeri a Dresden, la presó va ser enderrocada; Skupa va aconseguir escapar i tornar a Pilsen. Allà va tenir por d'una altra detenció, així que es va entregar a les autoritats, però no va tornar a ser empresonat i va viure per veure el final de la guerra.

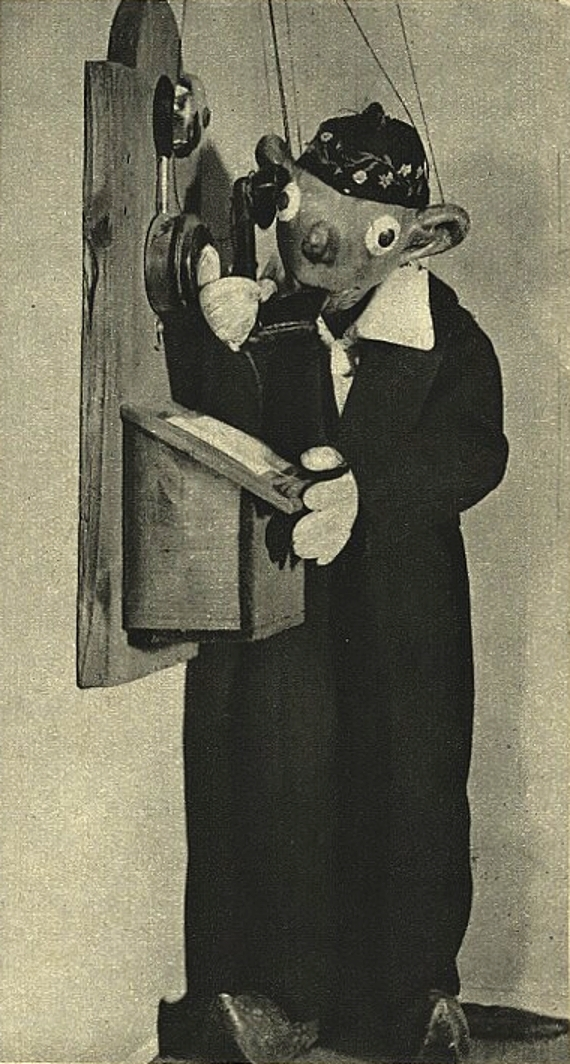
Spejbl a la primera pel·lícula sonora, 1931.

### Teatre a Praga
Després de la guerra, Skupa va decidir restaurar el teatre, però aquesta vegada a Praga, on tenia un públic més ampli. El conjunt amb el nou nom Divadlo Spejbla a Hurvínka tenia la seu al carrer Římská de Vinohrady. Va tornar a les comèdies provades amb Spejble i Hurvínek, i el teatre va aconseguir un gran èxit, sent convidat sovint de nou a l'estranger. El 1948, Josef Skupa va ser nomenat artista nacional.
Internament, però, el teatre va lluitar amb problemes creatius. Pràcticament no es van crear obres noves de qualitat, només es van repetir peces provades de la Primera República. Aquesta situació va durar essencialment fins a la mort de Skupa. L'any 1953, Jan Vavřík-Rýz va deixar el teatre i amb ell la senyora Drbálková. No obstant això, es van incorporar nous actors, el més important dels quals va ser Miloš Kirschner, que va començar a alternar amb Skupa en els personatges principals Spejbl i Hurvínek. A diferència d'Skupa, va poder aprendre el text de l'obra en l'idioma del país d'acollida per a viatges a l'estranger, i només amb aquesta innovació el Teatre Spejbla i Hurvínek es va fer realment conegut mundialment.
Skupa va lluitar amb problemes de salut, fet que va portar a reflexionar sobre el futur del teatre. Mentre la dona de Skupa pensava que després de la mort del seu marit s'hauria d'acabar el teatre -la seva creació-, Kirschner i els altres joves actors volien continuar l'activitat. La disputa va ser finalment decidida pel mateix Skupa, qui va presentar oficialment a Kirschner com el seu successor davant d'un públic sorprès en una gira a Pilsen el 1956. Fins i tot la dona de Skup va acceptar la decisió del seu marit, encara que a contracor.
Ja molt malalt, va tocar amb Spejbl i Hurvínek la nit de Cap d'Any de 1956 a la representació Spejbl na Venus. Josef Skupa va morir d'un atac de cor el 8 de gener de 1957, poc abans de la celebració prevista del seu 65è aniversari. Està enterrat al cementiri central de Pilsen.

## La pel·lícula d'intoxicació de Spejbl
L'any 1931, Josef Skupa va ser el guionista i director de la primera pel·lícula sonora amb els titelles Spejbl i Hurvínek. La pel·lícula de 1200 metres de llargada va ser produïda per Fišer-Film a l'estudi AE. Es tractava d'una opereta sonora, interpretada per titelles de 70 centímetres d'alçada, en què els principals protagonistes cantaven la cançó original Rukulíbám milostpaní. Els coautors amb Skup van ser el càmera Jan Stallich (1907–1973); la música va ser composta per Rudolf Kubín (1909–1973) i l'escena va ser creada per l'arquitecte J. Goldert. L'estrena va tenir lloc el 7 d'abril de 1931 al cinema Světozor. La pel·lícula va rebre crítiques diverses dels crítics. D'una banda, es va reconèixer la creació de la primera pel·lícula sonora de la parella Spejbl i Hurvínek, però per l'altra, J. Skupa va ser acusat de no saber dirigir la pel·lícula i al director de fotografia J. Stallich de tenir una càmera estàtica.

## Recordatoris

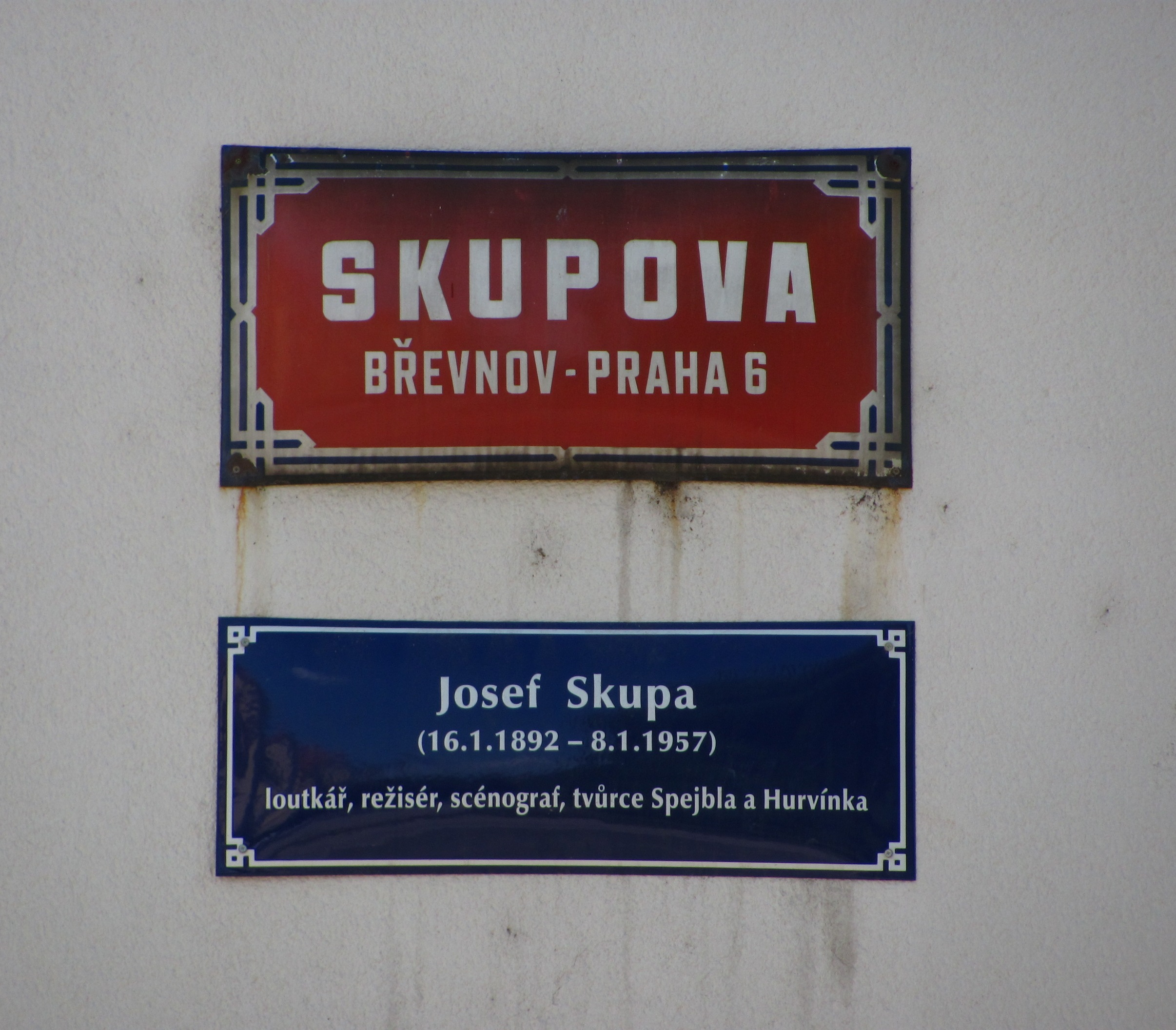
Carrer Skupova a Praga 6 – Břevnov.

Des de 1967 s'organitza a Pilsen el festival internacional de titelles Skupova Pilsen.
Des de l'any 2003, una escultura de bronze de Spejbla i Hurvínek, creada per l'escultora Lea Vivot, es troba als jardins de Šafařík a Pilsen.
Josef Skupa té una placa commemorativa a l'edifici de l'escola de Mladějovice, i des del 2013 també hi ha un monument a Spejbl i Hurvínek. Una associació local de voluntaris d'èxit també porta el nom de Skupa.